# Serrouville
Serrouville – miejscowość i gmina we Francji, w regionie Grand Est, w departamencie Meurthe i Mozela.
Według danych na rok 1990 gminę zamieszkiwały 472 osoby, a gęstość zaludnienia wynosiła 30 osób/km² (wśród 2335 gmin Lotaryngii Serrouville plasuje się na 609. miejscu pod względem liczby ludności, natomiast pod względem powierzchni na miejscu 309.).